# Hirmoneura elenae
Hirmoneura elenae är en tvåvingeart som beskrevs av Mikhail B. Mostovski och Martinez-delclos 2000. Hirmoneura elenae ingår i släktet Hirmoneura och familjen Nemestrinidae. Inga underarter finns listade i Catalogue of Life.